# Lietavská Svinná-Babkov
Lietavská Svinná-Babkov (Hongaars: Litvaszinye-Babkó) is een Slowaakse gemeente in de regio Žilina, en maakt deel uit van het district Žilina.
Lietavská Svinná-Babkov telt 1.630 inwoners.